# Obélisque Alto da Memória

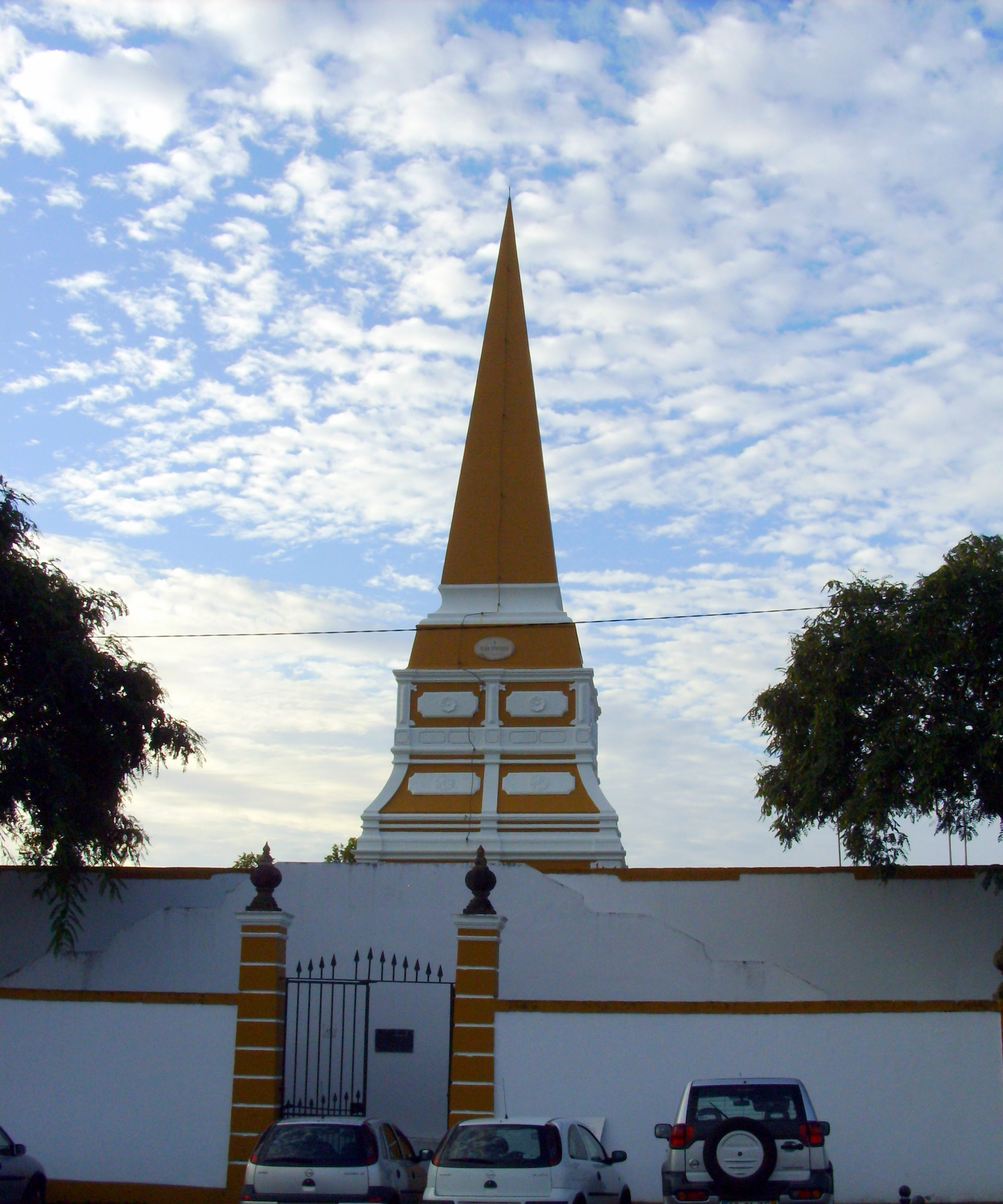
Alto da Memória, Angra do Heroísmo.

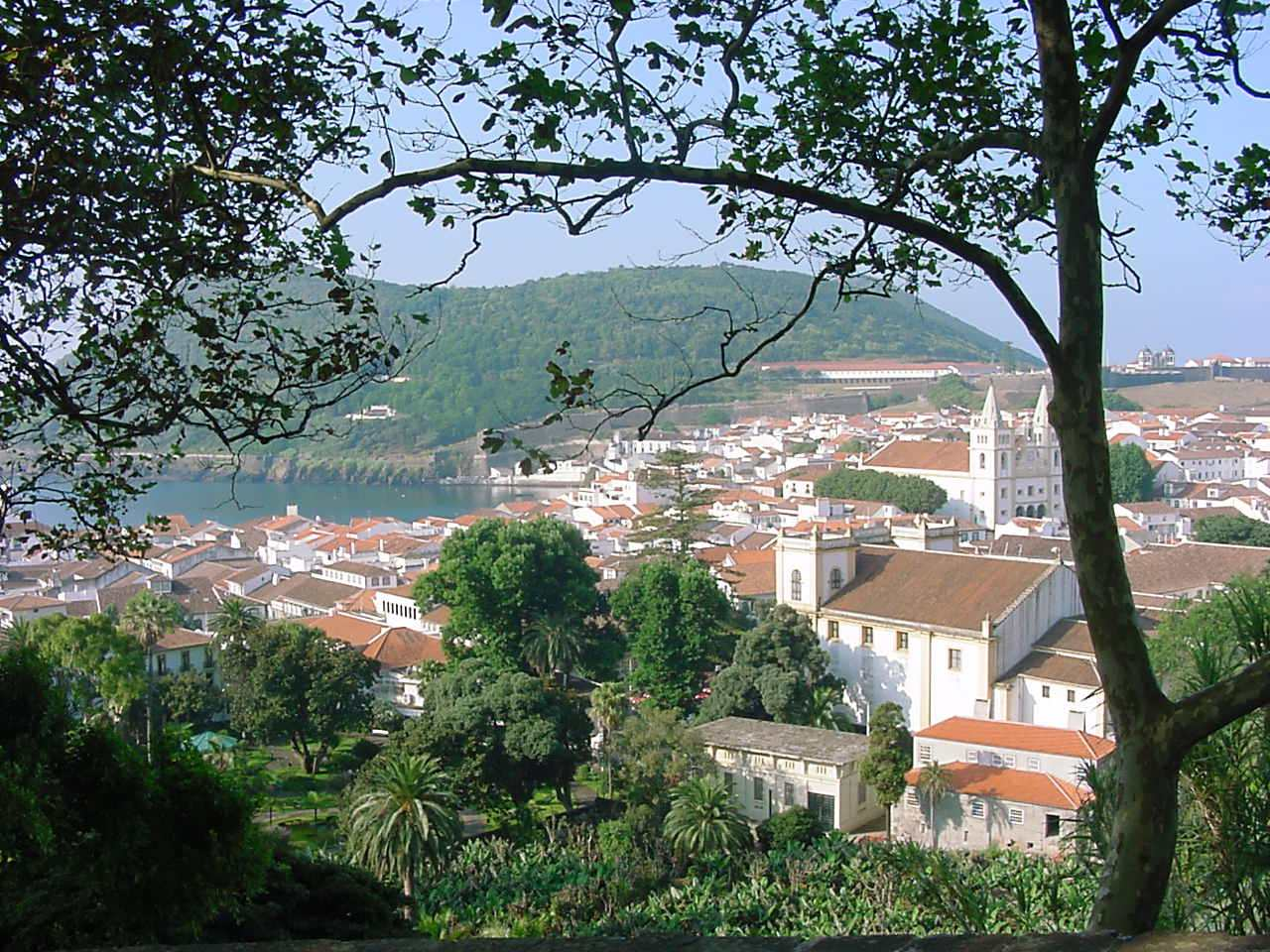
Alto da Memória, Angra do Heroísmo : vue sur la ville.

Alto da Memória ou Outeiro da Memória est situé au sommet du Jardim Duque da Terceira, dans le centre historique de la ville d'Angra do Heroísmo, sur l'île de Terceira, aux Açores.
L'obélisque Alto da Memória s'y trouve, un grand monument commémoratif construit au XIXe siècle.

## Histoire
À cet endroit, le capitaine du donataire João Vaz Corte Real a construit la première fortification de l'ancienne Angra, le Castelo dos Moinhos, vers 1474. Cette fortification, éloignée de la mer, reflétait une conception encore médiévale tardive, européenne et méditerranéenne, de la défense en acropole.
L'obélisque qui le caractérise actuellement a été érigé au XIXe siècle en l'honneur de Pedro IV du Portugal de passage à Terceira, dans le contexte de la guerre civile portugaise (1828-1834).
D'un symbolisme maçonnique clair, sa première pierre a été posée le 3 mars 1845 et achevée en 1856. Cette première pierre fut ramassée sur le quai de la ville, sur lequel l'empereur avait marché lorsqu'il débarqua à cet endroit en 1832. Les pierres de l'ancien château ont été réutilisées pour construire l'obélisque.
Ce monument a été pratiquement détruit par le grand tremblement de terre de 1980, qui a causé d'énormes dégâts aux îles du groupe central de l'archipel. Il a été reconstruit et rouvert par la municipalité d'Angra do Heroísmo le 25 avril 1985.
De son point de vue, le visiteur bénéficie d'une vue complète sur Angra do Heroísmo et sa baie, ainsi que sur le Fort de São Sebastião, la Forteresse de São João Baptista, le Monte Brasil, la Serra do Morião et la Serra da Ribeirinha.
Près de l'obélisque se trouve la fontaine Alto da Memória.

## Galerie

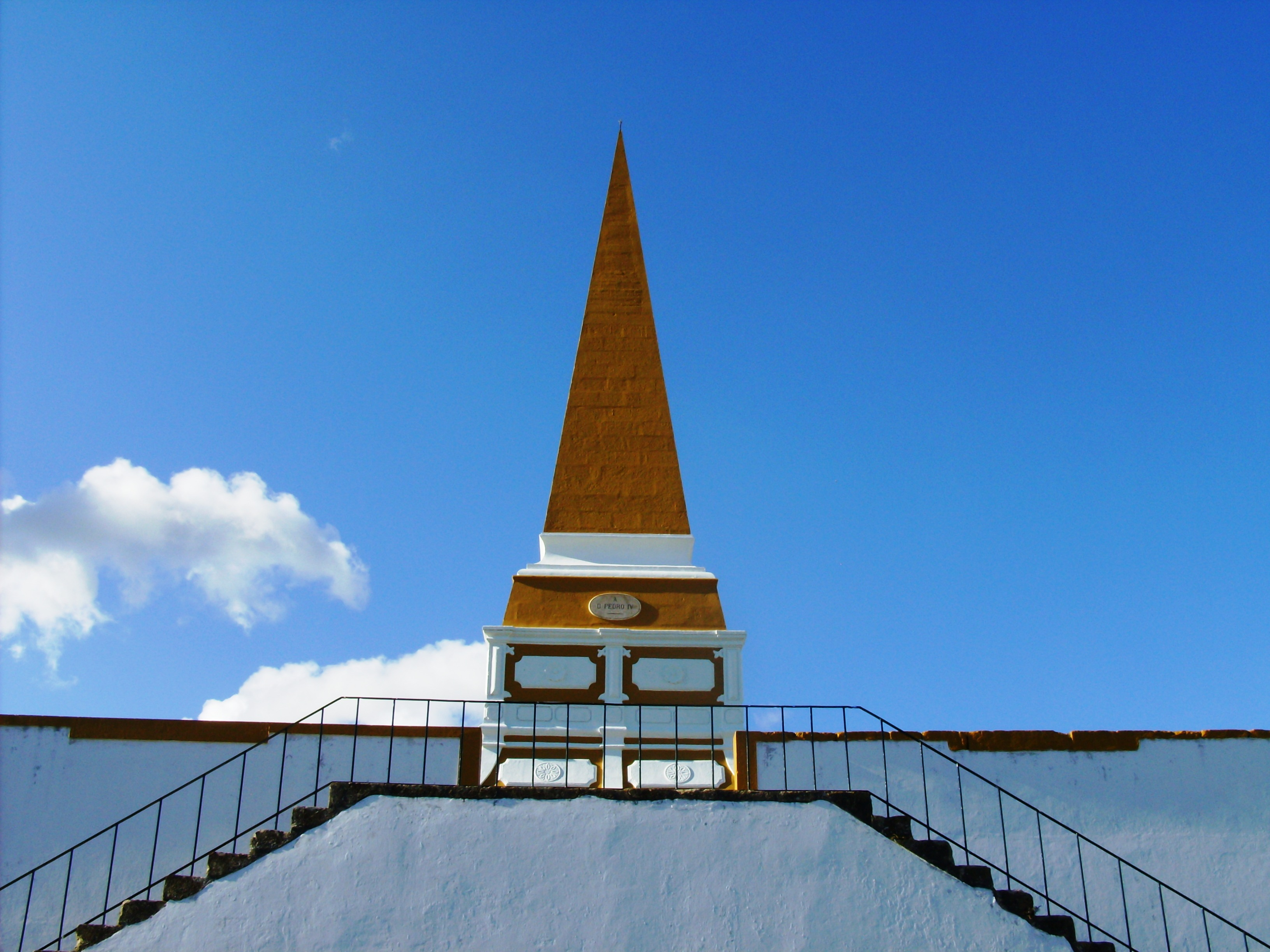
Accès au Jardin Duque da Terceira.
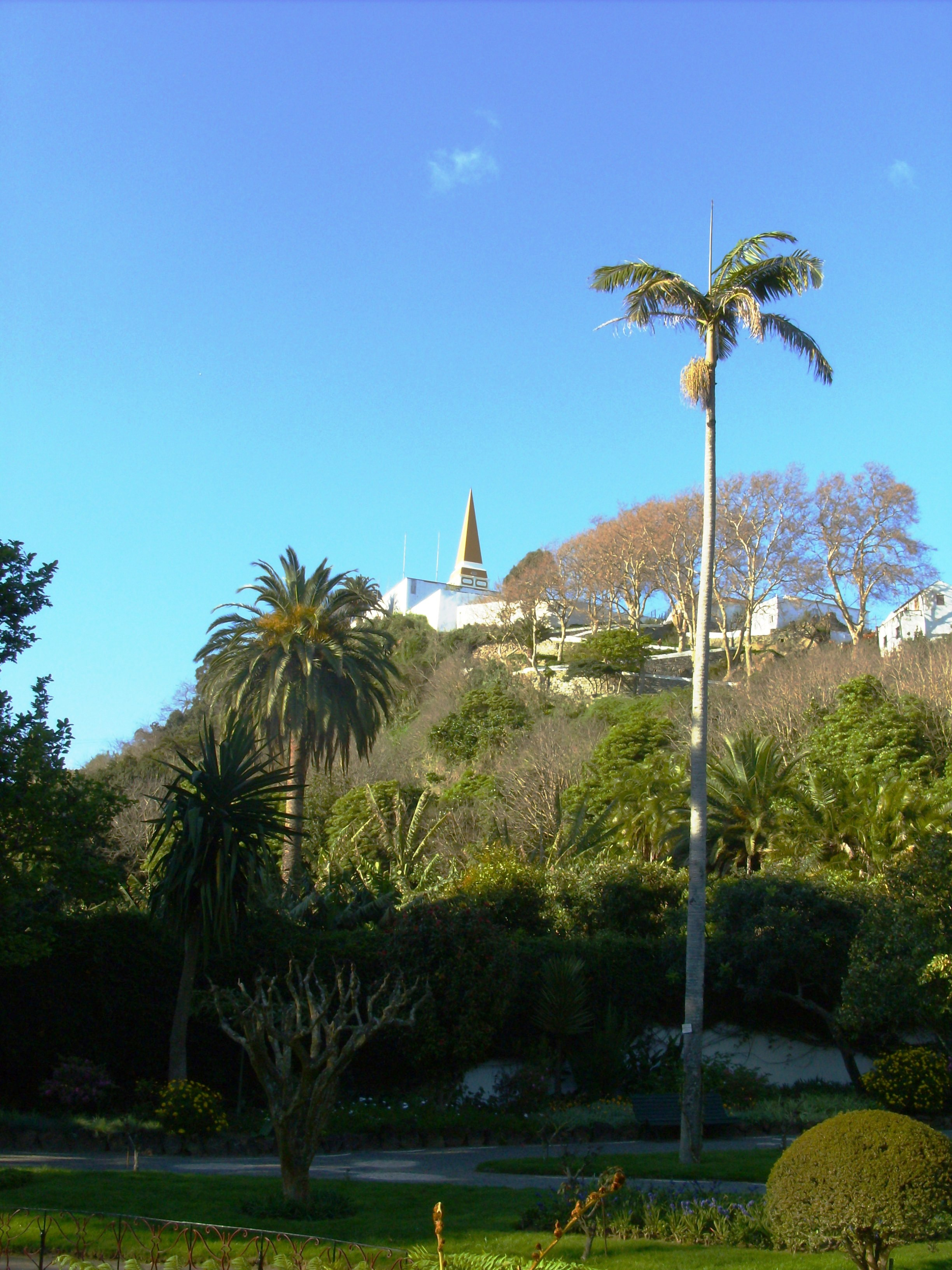
Vue à partir du Jardin Duque da Terceira.